# Silvestre Reyes

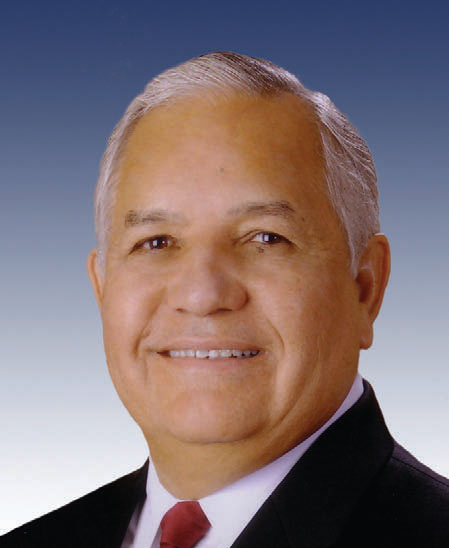
Silvestre Reyes

Silvestre Reyes (* 10. November 1944 in Canutillo, El Paso County, Texas) ist ein US-amerikanischer Politiker der Demokratischen Partei. Zwischen 1997 und 2013 war er Mitglied des US-Repräsentantenhauses für Texas.

## Biografie
Nach dem Besuch der Canutillo High School studierte er zwischen 1964 und 1966 zunächst an der University of Texas at Austin und dann an der University of Texas at El Paso (UTEP), ohne einen Abschluss zu erwerben. Nach Ableistung seines Militärdienstes in der US Army von 1966 bis 1968 war er für ein Jahr Mitglied der Schulbehörde (School Board) seiner Heimatstadt Canutillo. Im Anschluss war er von 1969 bis 1995 Mitarbeiter der US-Einwanderungs- und Staatsangehörigkeitsbehörde (Immigration and Naturalization Service). Zwischenzeitlich absolvierte er noch ein Studium am El Paso Community College und erwarb dort 1976 einen Associate Degree (A. A.).
Bei der Wahl 1996 wurde Reyes als Kandidat der Demokraten erstmals zum Mitglied des US-Repräsentantenhauses gewählt und vertrat dort ab dem 3. Januar 1997 den 16. Kongresswahlbezirk von Texas, der im Westen des Bundesstaates die Stadt El Paso und ihr suburbanes Umland umfasst. Ab 2007 war er Vorsitzender des Ständigen Sonderausschusses für die Geheimdienste (Permanent Select Committee on Intelligence). Daneben war Reyes, der aufgrund seiner Herkunft auch die Interessen der Hispanics im Kongress vertrat, auch Mitglied im Streitkräfteausschuss (Committee on Armed Services). Im Jahr 2012 unterlag er in der Vorwahl seiner Partei gegen Beto O’Rourke mit 44,4 zu 50,5 Prozent der Stimmen, obwohl er im Wahlkampf von Barack Obama und Bill Clinton unterstützt worden war. Sein Mandat endete am 3. Januar 2013.

## Belege
1. ↑  Rachel Weiner: Rep. Silvestre Reyes (D-Texas) defeated by Beto O’Rourke. In: The Washington Post, 30. Mai 2012
2. ↑  TX District 16 - D Primary. In: OurCampaigns.com.

| Personendaten    | Personendaten                                         |
| ---------------- | ----------------------------------------------------- |
| NAME             | Reyes, Silvestre                                      |
| KURZBESCHREIBUNG | US-amerikanischer Politiker der Demokratischen Partei |
| GEBURTSDATUM     | 10. November 1944                                     |
| GEBURTSORT       | Canutillo, El Paso County, Texas                      |